# Eurípedes Barsanulfo - Educador e Médium
Eurípedes Barsanulfo - Educador e Médium é um filme brasileiro, do gênero documentário, dirigido por Oceano Vieira de Melo e narrado pelo ator Lima Duarte. Foi rodado em 2006  na cidade de Sacramento (Minas Gerais) e produzido no ano seguinte.
O filme traz depoimentos e imagens históricas sobre a vida de Eurípedes Barsanulfo, educador que revolucionou[carece de fontes?] o ensino de sua época ao utilizar métodos humanistas, como a adoção de classes mistas, a abolição de castigos físicos aos alunos e o oferecimento de disciplinas como Filosofia, Botânica e Astronomia no Colégio Allan Kardec.
Além de aspectos pessoais e da vida pública de Eurípedes, o documentário enfoca, ainda, o pioneirismo do sistema educacional adotado em sua escola e a mudança de paradigma que ocasionou.

## Trilha sonora
- AMUI, Saulo França. A Alegria do perdão. CD Alegrias que tocam o espírito. Piano.
- LAWES. Suite N.º 10. CD Classic 67 Chandos.
- CORDILLO. Cor'ngrato. CD On wings of song. Philips.
- MOZART. Sehnsucht nact dem Frühling. K595. Philips.
- GRANADOS, Enrique.Danza española N.º 5. CD Guitarra Clássica Espanhola.
- AFONSO, Celso A. Sinhô Mariano. Coral Mini-sol do Recanto da Prece.
- ABREU, Zequinha. Branca. CD Evocação I Eldorado. Piano.
- RACHMANINOFF, Sergei. Sinfonia N.º 2 Opus Adagio. CD Rachmaninoff. BMG.

## Vídeos extras do DVD
- O pátio onde Eurípedes lecionava sobre a natureza (2'). Áudio: português. Sem legendas.
- Poema "Deus", de Eurípedes, por Kelly Martins (5'). Áudio: português. Sem legendas.
- Maria da Cruz chama Eurípedes (2'). Áudio: português. Sem legendas.
- Latinidade, Mediunidade e Médiuns (5'). Áudio: português. Sem legendas.